# مب کفلزیگی
مب کفلزیگی (انگلیسی: Meb Keflezighi؛ زادهٔ ۵ مهٔ ۱۹۷۵) ورزشکار دو و میدانی اهل ایالات متحده آمریکا است.
وی در مسابقات کشوری و بین‌المللی در مجموع برندهٔ ۲ مدال طلا، ۲ مدال نقره، ۳ مدال برنز شده‌است.